# Elysia bennettae
Elysia bennettae is een slakkensoort uit de familie van de Plakobranchidae. De wetenschappelijke naam van de soort is voor het eerst geldig gepubliceerd in 1973 door Thompson.